# Gambit danès
El gambit danès, conegut també com a gambit nòrdic o gambit noruec, és una obertura d'escacs que es caracteritza pels moviments:
1.e4 e5
2.d4 exd4
3.c3
Les blanques sacrifiquen un o dos peons a canvi d'un ràpid desenvolupament i atac. Malgrat tot, actuant amb cura, les negres poden acceptar un o ambdós peons de manera segura, o simplement declinar el gambit, en qualsevol cas amb bones possibilitats.
Tot i que és possible que es conegués des d'abans, el gambit fou practicat per primer cop de manera rellevant pel jugador danès Martin Severin From al Torneig d'escacs de París de 1867. El gambit danès es va fer popular entre mestres de l'atac com ara Alekhin, Marshall, Blackburne, i Mieses, però a mesura que es varen anar descobrint més línies defensives per les negres, va perdre la seva popularitat durant els 1920. Actualment es juga molt rarament al màxim nivell.
|  |

## Història
De bon començament, la nomenclatura del gambit danès fou molt confusa. La idea va partir d'una coneguda partida per correspondència Londres-Edinburgh, 1824: 1.e4 e5 2.Cf3 Cc6 3.d4 exd4 4.Ac4 Ac5 5.c3 De7 6.0-0 dxc3 7.Cxc3. El suec Hans Lindehn va jugar 1.e4 e5 2.d4 exd4 3.c3 amb caràcter regular fins al 1857. Va vèncer el posteriorment Campió del món Wilhelm Steinitz amb el seu gambit a Londres el 1864. És possible que Severin From conegués Lindehn a París en aquesta època, i hi aprengués el gambit allà. Segons Graham Burgess, a la pròpia Dinamarca, l'obertura s'anomena gambit nòrdic.
Moltes partides transposen al gambit Göring, ja que Cf3 per les blanques i ...Cc6 per les negres són jugades molt lògiques. Com que Carl Theodor Göring també acostumava a jugar el doble gambit, no hi havia massa diferència.
Prou remarcable, la idea de sacrificar només un peó (Cxc3) és tan antiga al gambit Göring com al danès. Paul Morphy s'hi va enfrontar al primer USA-Congress de 1857 contra Alexander Meek. Pel que fa al danès, Aleksandr Alekhin va practicar 1.e4 e5 2.d4 exd4 3.c3 dxc3 4.Cxc3, però en partides poc importants.

## Variants principals
El gambit danès és una variant de l'obertura del centre prou important per a ser estudiada separadament. Disposa del Codi ECO C21 a l'Enciclopèdia d'Obertures d'Escacs.
Després de 1.e4 e5 2.d4 exd4 3.c3, les negres poden declinar el gambit amb seguretat amb 3...d6, 3...De7, o 3...d5 (defensa Sörensen o defensa Capablanca). Si les negres entren al gambit danès acceptat amb 3...dxc3, les possibilitats principals són:

### 4.Cxc3 (Variant Alekhin)
- 4...d6 5.Ac4 Cc6 6.Cf3 (gambit Göring, per transposició)
- 4...Ac5 5.Ac4 Cc6 6.Cf3 (gambit Göring, per transposició)
- 4...Cc6 5.Ac4 i 6.Cf3 (gambit Göring, per transposició)
- 4...Ab4 5.Ac4 (5.Dd4 és una opció independent) Axc3+ 6.bxc3 d6 7.Db3 De7 8.Ce2 Alekhin-Pomar, exhibició de simultànies amb rellotge, Madrid 1943.

Alekhin recomanava que les blanques fessin 4.Cxc3. Aquesta línia sovint transposa al gambit Göring de la partida escocesa. Hi ha només unes poques línies en què les negres no fan ...Cc6 i/o les blanques no fan Cf3. Aquest ordre de moviments permet que les blanques evitin la crítica línia principal del gambit Göring (1.e4 e5 2.Cf3 Cc6 3.d4 exd4 4.c3 dxc3 5.Cxc3 Ab4) tot mantenint oberta l'opció de contestar a un ...Ab4 primerenc tot desenvolupant el cavall de rei a e2 en comptes de f3 i evitant així que les negres disloquin l'estructura de peons blanca del flanc de dama, com va fer Alekhin a la seva partida conotra Pomar de més amunt.

### 4.Ac4 (Variant Lindehn)
|   | a | b | c | d | e | f | g | h |   |
| 8 | a8 negres torre · b8 negres cavall · c8 negres alfil · d8 negres dama · e8 negres rei · f8 negres alfil · g8 negres cavall · h8 negres torre · a7 negres peó · b7 negres peó · c7 negres peó · d7 negres peó · f7 negres peó · g7 negres peó · h7 negres peó · c4 blanques alfil · e4 blanques peó · a2 blanques peó · b2 blanques alfil · f2 blanques peó · g2 blanques peó · h2 blanques peó · a1 blanques torre · b1 blanques cavall · d1 blanques dama · e1 blanques rei · g1 blanques cavall · h1 blanques torre | a8 negres torre · b8 negres cavall · c8 negres alfil · d8 negres dama · e8 negres rei · f8 negres alfil · g8 negres cavall · h8 negres torre · a7 negres peó · b7 negres peó · c7 negres peó · d7 negres peó · f7 negres peó · g7 negres peó · h7 negres peó · c4 blanques alfil · e4 blanques peó · a2 blanques peó · b2 blanques alfil · f2 blanques peó · g2 blanques peó · h2 blanques peó · a1 blanques torre · b1 blanques cavall · d1 blanques dama · e1 blanques rei · g1 blanques cavall · h1 blanques torre | a8 negres torre · b8 negres cavall · c8 negres alfil · d8 negres dama · e8 negres rei · f8 negres alfil · g8 negres cavall · h8 negres torre · a7 negres peó · b7 negres peó · c7 negres peó · d7 negres peó · f7 negres peó · g7 negres peó · h7 negres peó · c4 blanques alfil · e4 blanques peó · a2 blanques peó · b2 blanques alfil · f2 blanques peó · g2 blanques peó · h2 blanques peó · a1 blanques torre · b1 blanques cavall · d1 blanques dama · e1 blanques rei · g1 blanques cavall · h1 blanques torre | a8 negres torre · b8 negres cavall · c8 negres alfil · d8 negres dama · e8 negres rei · f8 negres alfil · g8 negres cavall · h8 negres torre · a7 negres peó · b7 negres peó · c7 negres peó · d7 negres peó · f7 negres peó · g7 negres peó · h7 negres peó · c4 blanques alfil · e4 blanques peó · a2 blanques peó · b2 blanques alfil · f2 blanques peó · g2 blanques peó · h2 blanques peó · a1 blanques torre · b1 blanques cavall · d1 blanques dama · e1 blanques rei · g1 blanques cavall · h1 blanques torre | a8 negres torre · b8 negres cavall · c8 negres alfil · d8 negres dama · e8 negres rei · f8 negres alfil · g8 negres cavall · h8 negres torre · a7 negres peó · b7 negres peó · c7 negres peó · d7 negres peó · f7 negres peó · g7 negres peó · h7 negres peó · c4 blanques alfil · e4 blanques peó · a2 blanques peó · b2 blanques alfil · f2 blanques peó · g2 blanques peó · h2 blanques peó · a1 blanques torre · b1 blanques cavall · d1 blanques dama · e1 blanques rei · g1 blanques cavall · h1 blanques torre | a8 negres torre · b8 negres cavall · c8 negres alfil · d8 negres dama · e8 negres rei · f8 negres alfil · g8 negres cavall · h8 negres torre · a7 negres peó · b7 negres peó · c7 negres peó · d7 negres peó · f7 negres peó · g7 negres peó · h7 negres peó · c4 blanques alfil · e4 blanques peó · a2 blanques peó · b2 blanques alfil · f2 blanques peó · g2 blanques peó · h2 blanques peó · a1 blanques torre · b1 blanques cavall · d1 blanques dama · e1 blanques rei · g1 blanques cavall · h1 blanques torre | a8 negres torre · b8 negres cavall · c8 negres alfil · d8 negres dama · e8 negres rei · f8 negres alfil · g8 negres cavall · h8 negres torre · a7 negres peó · b7 negres peó · c7 negres peó · d7 negres peó · f7 negres peó · g7 negres peó · h7 negres peó · c4 blanques alfil · e4 blanques peó · a2 blanques peó · b2 blanques alfil · f2 blanques peó · g2 blanques peó · h2 blanques peó · a1 blanques torre · b1 blanques cavall · d1 blanques dama · e1 blanques rei · g1 blanques cavall · h1 blanques torre | a8 negres torre · b8 negres cavall · c8 negres alfil · d8 negres dama · e8 negres rei · f8 negres alfil · g8 negres cavall · h8 negres torre · a7 negres peó · b7 negres peó · c7 negres peó · d7 negres peó · f7 negres peó · g7 negres peó · h7 negres peó · c4 blanques alfil · e4 blanques peó · a2 blanques peó · b2 blanques alfil · f2 blanques peó · g2 blanques peó · h2 blanques peó · a1 blanques torre · b1 blanques cavall · d1 blanques dama · e1 blanques rei · g1 blanques cavall · h1 blanques torre | 8 |
| 7 | a8 negres torre · b8 negres cavall · c8 negres alfil · d8 negres dama · e8 negres rei · f8 negres alfil · g8 negres cavall · h8 negres torre · a7 negres peó · b7 negres peó · c7 negres peó · d7 negres peó · f7 negres peó · g7 negres peó · h7 negres peó · c4 blanques alfil · e4 blanques peó · a2 blanques peó · b2 blanques alfil · f2 blanques peó · g2 blanques peó · h2 blanques peó · a1 blanques torre · b1 blanques cavall · d1 blanques dama · e1 blanques rei · g1 blanques cavall · h1 blanques torre | a8 negres torre · b8 negres cavall · c8 negres alfil · d8 negres dama · e8 negres rei · f8 negres alfil · g8 negres cavall · h8 negres torre · a7 negres peó · b7 negres peó · c7 negres peó · d7 negres peó · f7 negres peó · g7 negres peó · h7 negres peó · c4 blanques alfil · e4 blanques peó · a2 blanques peó · b2 blanques alfil · f2 blanques peó · g2 blanques peó · h2 blanques peó · a1 blanques torre · b1 blanques cavall · d1 blanques dama · e1 blanques rei · g1 blanques cavall · h1 blanques torre | a8 negres torre · b8 negres cavall · c8 negres alfil · d8 negres dama · e8 negres rei · f8 negres alfil · g8 negres cavall · h8 negres torre · a7 negres peó · b7 negres peó · c7 negres peó · d7 negres peó · f7 negres peó · g7 negres peó · h7 negres peó · c4 blanques alfil · e4 blanques peó · a2 blanques peó · b2 blanques alfil · f2 blanques peó · g2 blanques peó · h2 blanques peó · a1 blanques torre · b1 blanques cavall · d1 blanques dama · e1 blanques rei · g1 blanques cavall · h1 blanques torre | a8 negres torre · b8 negres cavall · c8 negres alfil · d8 negres dama · e8 negres rei · f8 negres alfil · g8 negres cavall · h8 negres torre · a7 negres peó · b7 negres peó · c7 negres peó · d7 negres peó · f7 negres peó · g7 negres peó · h7 negres peó · c4 blanques alfil · e4 blanques peó · a2 blanques peó · b2 blanques alfil · f2 blanques peó · g2 blanques peó · h2 blanques peó · a1 blanques torre · b1 blanques cavall · d1 blanques dama · e1 blanques rei · g1 blanques cavall · h1 blanques torre | a8 negres torre · b8 negres cavall · c8 negres alfil · d8 negres dama · e8 negres rei · f8 negres alfil · g8 negres cavall · h8 negres torre · a7 negres peó · b7 negres peó · c7 negres peó · d7 negres peó · f7 negres peó · g7 negres peó · h7 negres peó · c4 blanques alfil · e4 blanques peó · a2 blanques peó · b2 blanques alfil · f2 blanques peó · g2 blanques peó · h2 blanques peó · a1 blanques torre · b1 blanques cavall · d1 blanques dama · e1 blanques rei · g1 blanques cavall · h1 blanques torre | a8 negres torre · b8 negres cavall · c8 negres alfil · d8 negres dama · e8 negres rei · f8 negres alfil · g8 negres cavall · h8 negres torre · a7 negres peó · b7 negres peó · c7 negres peó · d7 negres peó · f7 negres peó · g7 negres peó · h7 negres peó · c4 blanques alfil · e4 blanques peó · a2 blanques peó · b2 blanques alfil · f2 blanques peó · g2 blanques peó · h2 blanques peó · a1 blanques torre · b1 blanques cavall · d1 blanques dama · e1 blanques rei · g1 blanques cavall · h1 blanques torre | a8 negres torre · b8 negres cavall · c8 negres alfil · d8 negres dama · e8 negres rei · f8 negres alfil · g8 negres cavall · h8 negres torre · a7 negres peó · b7 negres peó · c7 negres peó · d7 negres peó · f7 negres peó · g7 negres peó · h7 negres peó · c4 blanques alfil · e4 blanques peó · a2 blanques peó · b2 blanques alfil · f2 blanques peó · g2 blanques peó · h2 blanques peó · a1 blanques torre · b1 blanques cavall · d1 blanques dama · e1 blanques rei · g1 blanques cavall · h1 blanques torre | a8 negres torre · b8 negres cavall · c8 negres alfil · d8 negres dama · e8 negres rei · f8 negres alfil · g8 negres cavall · h8 negres torre · a7 negres peó · b7 negres peó · c7 negres peó · d7 negres peó · f7 negres peó · g7 negres peó · h7 negres peó · c4 blanques alfil · e4 blanques peó · a2 blanques peó · b2 blanques alfil · f2 blanques peó · g2 blanques peó · h2 blanques peó · a1 blanques torre · b1 blanques cavall · d1 blanques dama · e1 blanques rei · g1 blanques cavall · h1 blanques torre | 7 |
| 6 | a8 negres torre · b8 negres cavall · c8 negres alfil · d8 negres dama · e8 negres rei · f8 negres alfil · g8 negres cavall · h8 negres torre · a7 negres peó · b7 negres peó · c7 negres peó · d7 negres peó · f7 negres peó · g7 negres peó · h7 negres peó · c4 blanques alfil · e4 blanques peó · a2 blanques peó · b2 blanques alfil · f2 blanques peó · g2 blanques peó · h2 blanques peó · a1 blanques torre · b1 blanques cavall · d1 blanques dama · e1 blanques rei · g1 blanques cavall · h1 blanques torre | a8 negres torre · b8 negres cavall · c8 negres alfil · d8 negres dama · e8 negres rei · f8 negres alfil · g8 negres cavall · h8 negres torre · a7 negres peó · b7 negres peó · c7 negres peó · d7 negres peó · f7 negres peó · g7 negres peó · h7 negres peó · c4 blanques alfil · e4 blanques peó · a2 blanques peó · b2 blanques alfil · f2 blanques peó · g2 blanques peó · h2 blanques peó · a1 blanques torre · b1 blanques cavall · d1 blanques dama · e1 blanques rei · g1 blanques cavall · h1 blanques torre | a8 negres torre · b8 negres cavall · c8 negres alfil · d8 negres dama · e8 negres rei · f8 negres alfil · g8 negres cavall · h8 negres torre · a7 negres peó · b7 negres peó · c7 negres peó · d7 negres peó · f7 negres peó · g7 negres peó · h7 negres peó · c4 blanques alfil · e4 blanques peó · a2 blanques peó · b2 blanques alfil · f2 blanques peó · g2 blanques peó · h2 blanques peó · a1 blanques torre · b1 blanques cavall · d1 blanques dama · e1 blanques rei · g1 blanques cavall · h1 blanques torre | a8 negres torre · b8 negres cavall · c8 negres alfil · d8 negres dama · e8 negres rei · f8 negres alfil · g8 negres cavall · h8 negres torre · a7 negres peó · b7 negres peó · c7 negres peó · d7 negres peó · f7 negres peó · g7 negres peó · h7 negres peó · c4 blanques alfil · e4 blanques peó · a2 blanques peó · b2 blanques alfil · f2 blanques peó · g2 blanques peó · h2 blanques peó · a1 blanques torre · b1 blanques cavall · d1 blanques dama · e1 blanques rei · g1 blanques cavall · h1 blanques torre | a8 negres torre · b8 negres cavall · c8 negres alfil · d8 negres dama · e8 negres rei · f8 negres alfil · g8 negres cavall · h8 negres torre · a7 negres peó · b7 negres peó · c7 negres peó · d7 negres peó · f7 negres peó · g7 negres peó · h7 negres peó · c4 blanques alfil · e4 blanques peó · a2 blanques peó · b2 blanques alfil · f2 blanques peó · g2 blanques peó · h2 blanques peó · a1 blanques torre · b1 blanques cavall · d1 blanques dama · e1 blanques rei · g1 blanques cavall · h1 blanques torre | a8 negres torre · b8 negres cavall · c8 negres alfil · d8 negres dama · e8 negres rei · f8 negres alfil · g8 negres cavall · h8 negres torre · a7 negres peó · b7 negres peó · c7 negres peó · d7 negres peó · f7 negres peó · g7 negres peó · h7 negres peó · c4 blanques alfil · e4 blanques peó · a2 blanques peó · b2 blanques alfil · f2 blanques peó · g2 blanques peó · h2 blanques peó · a1 blanques torre · b1 blanques cavall · d1 blanques dama · e1 blanques rei · g1 blanques cavall · h1 blanques torre | a8 negres torre · b8 negres cavall · c8 negres alfil · d8 negres dama · e8 negres rei · f8 negres alfil · g8 negres cavall · h8 negres torre · a7 negres peó · b7 negres peó · c7 negres peó · d7 negres peó · f7 negres peó · g7 negres peó · h7 negres peó · c4 blanques alfil · e4 blanques peó · a2 blanques peó · b2 blanques alfil · f2 blanques peó · g2 blanques peó · h2 blanques peó · a1 blanques torre · b1 blanques cavall · d1 blanques dama · e1 blanques rei · g1 blanques cavall · h1 blanques torre | a8 negres torre · b8 negres cavall · c8 negres alfil · d8 negres dama · e8 negres rei · f8 negres alfil · g8 negres cavall · h8 negres torre · a7 negres peó · b7 negres peó · c7 negres peó · d7 negres peó · f7 negres peó · g7 negres peó · h7 negres peó · c4 blanques alfil · e4 blanques peó · a2 blanques peó · b2 blanques alfil · f2 blanques peó · g2 blanques peó · h2 blanques peó · a1 blanques torre · b1 blanques cavall · d1 blanques dama · e1 blanques rei · g1 blanques cavall · h1 blanques torre | 6 |
| 5 | a8 negres torre · b8 negres cavall · c8 negres alfil · d8 negres dama · e8 negres rei · f8 negres alfil · g8 negres cavall · h8 negres torre · a7 negres peó · b7 negres peó · c7 negres peó · d7 negres peó · f7 negres peó · g7 negres peó · h7 negres peó · c4 blanques alfil · e4 blanques peó · a2 blanques peó · b2 blanques alfil · f2 blanques peó · g2 blanques peó · h2 blanques peó · a1 blanques torre · b1 blanques cavall · d1 blanques dama · e1 blanques rei · g1 blanques cavall · h1 blanques torre | a8 negres torre · b8 negres cavall · c8 negres alfil · d8 negres dama · e8 negres rei · f8 negres alfil · g8 negres cavall · h8 negres torre · a7 negres peó · b7 negres peó · c7 negres peó · d7 negres peó · f7 negres peó · g7 negres peó · h7 negres peó · c4 blanques alfil · e4 blanques peó · a2 blanques peó · b2 blanques alfil · f2 blanques peó · g2 blanques peó · h2 blanques peó · a1 blanques torre · b1 blanques cavall · d1 blanques dama · e1 blanques rei · g1 blanques cavall · h1 blanques torre | a8 negres torre · b8 negres cavall · c8 negres alfil · d8 negres dama · e8 negres rei · f8 negres alfil · g8 negres cavall · h8 negres torre · a7 negres peó · b7 negres peó · c7 negres peó · d7 negres peó · f7 negres peó · g7 negres peó · h7 negres peó · c4 blanques alfil · e4 blanques peó · a2 blanques peó · b2 blanques alfil · f2 blanques peó · g2 blanques peó · h2 blanques peó · a1 blanques torre · b1 blanques cavall · d1 blanques dama · e1 blanques rei · g1 blanques cavall · h1 blanques torre | a8 negres torre · b8 negres cavall · c8 negres alfil · d8 negres dama · e8 negres rei · f8 negres alfil · g8 negres cavall · h8 negres torre · a7 negres peó · b7 negres peó · c7 negres peó · d7 negres peó · f7 negres peó · g7 negres peó · h7 negres peó · c4 blanques alfil · e4 blanques peó · a2 blanques peó · b2 blanques alfil · f2 blanques peó · g2 blanques peó · h2 blanques peó · a1 blanques torre · b1 blanques cavall · d1 blanques dama · e1 blanques rei · g1 blanques cavall · h1 blanques torre | a8 negres torre · b8 negres cavall · c8 negres alfil · d8 negres dama · e8 negres rei · f8 negres alfil · g8 negres cavall · h8 negres torre · a7 negres peó · b7 negres peó · c7 negres peó · d7 negres peó · f7 negres peó · g7 negres peó · h7 negres peó · c4 blanques alfil · e4 blanques peó · a2 blanques peó · b2 blanques alfil · f2 blanques peó · g2 blanques peó · h2 blanques peó · a1 blanques torre · b1 blanques cavall · d1 blanques dama · e1 blanques rei · g1 blanques cavall · h1 blanques torre | a8 negres torre · b8 negres cavall · c8 negres alfil · d8 negres dama · e8 negres rei · f8 negres alfil · g8 negres cavall · h8 negres torre · a7 negres peó · b7 negres peó · c7 negres peó · d7 negres peó · f7 negres peó · g7 negres peó · h7 negres peó · c4 blanques alfil · e4 blanques peó · a2 blanques peó · b2 blanques alfil · f2 blanques peó · g2 blanques peó · h2 blanques peó · a1 blanques torre · b1 blanques cavall · d1 blanques dama · e1 blanques rei · g1 blanques cavall · h1 blanques torre | a8 negres torre · b8 negres cavall · c8 negres alfil · d8 negres dama · e8 negres rei · f8 negres alfil · g8 negres cavall · h8 negres torre · a7 negres peó · b7 negres peó · c7 negres peó · d7 negres peó · f7 negres peó · g7 negres peó · h7 negres peó · c4 blanques alfil · e4 blanques peó · a2 blanques peó · b2 blanques alfil · f2 blanques peó · g2 blanques peó · h2 blanques peó · a1 blanques torre · b1 blanques cavall · d1 blanques dama · e1 blanques rei · g1 blanques cavall · h1 blanques torre | a8 negres torre · b8 negres cavall · c8 negres alfil · d8 negres dama · e8 negres rei · f8 negres alfil · g8 negres cavall · h8 negres torre · a7 negres peó · b7 negres peó · c7 negres peó · d7 negres peó · f7 negres peó · g7 negres peó · h7 negres peó · c4 blanques alfil · e4 blanques peó · a2 blanques peó · b2 blanques alfil · f2 blanques peó · g2 blanques peó · h2 blanques peó · a1 blanques torre · b1 blanques cavall · d1 blanques dama · e1 blanques rei · g1 blanques cavall · h1 blanques torre | 5 |
| 4 | a8 negres torre · b8 negres cavall · c8 negres alfil · d8 negres dama · e8 negres rei · f8 negres alfil · g8 negres cavall · h8 negres torre · a7 negres peó · b7 negres peó · c7 negres peó · d7 negres peó · f7 negres peó · g7 negres peó · h7 negres peó · c4 blanques alfil · e4 blanques peó · a2 blanques peó · b2 blanques alfil · f2 blanques peó · g2 blanques peó · h2 blanques peó · a1 blanques torre · b1 blanques cavall · d1 blanques dama · e1 blanques rei · g1 blanques cavall · h1 blanques torre | a8 negres torre · b8 negres cavall · c8 negres alfil · d8 negres dama · e8 negres rei · f8 negres alfil · g8 negres cavall · h8 negres torre · a7 negres peó · b7 negres peó · c7 negres peó · d7 negres peó · f7 negres peó · g7 negres peó · h7 negres peó · c4 blanques alfil · e4 blanques peó · a2 blanques peó · b2 blanques alfil · f2 blanques peó · g2 blanques peó · h2 blanques peó · a1 blanques torre · b1 blanques cavall · d1 blanques dama · e1 blanques rei · g1 blanques cavall · h1 blanques torre | a8 negres torre · b8 negres cavall · c8 negres alfil · d8 negres dama · e8 negres rei · f8 negres alfil · g8 negres cavall · h8 negres torre · a7 negres peó · b7 negres peó · c7 negres peó · d7 negres peó · f7 negres peó · g7 negres peó · h7 negres peó · c4 blanques alfil · e4 blanques peó · a2 blanques peó · b2 blanques alfil · f2 blanques peó · g2 blanques peó · h2 blanques peó · a1 blanques torre · b1 blanques cavall · d1 blanques dama · e1 blanques rei · g1 blanques cavall · h1 blanques torre | a8 negres torre · b8 negres cavall · c8 negres alfil · d8 negres dama · e8 negres rei · f8 negres alfil · g8 negres cavall · h8 negres torre · a7 negres peó · b7 negres peó · c7 negres peó · d7 negres peó · f7 negres peó · g7 negres peó · h7 negres peó · c4 blanques alfil · e4 blanques peó · a2 blanques peó · b2 blanques alfil · f2 blanques peó · g2 blanques peó · h2 blanques peó · a1 blanques torre · b1 blanques cavall · d1 blanques dama · e1 blanques rei · g1 blanques cavall · h1 blanques torre | a8 negres torre · b8 negres cavall · c8 negres alfil · d8 negres dama · e8 negres rei · f8 negres alfil · g8 negres cavall · h8 negres torre · a7 negres peó · b7 negres peó · c7 negres peó · d7 negres peó · f7 negres peó · g7 negres peó · h7 negres peó · c4 blanques alfil · e4 blanques peó · a2 blanques peó · b2 blanques alfil · f2 blanques peó · g2 blanques peó · h2 blanques peó · a1 blanques torre · b1 blanques cavall · d1 blanques dama · e1 blanques rei · g1 blanques cavall · h1 blanques torre | a8 negres torre · b8 negres cavall · c8 negres alfil · d8 negres dama · e8 negres rei · f8 negres alfil · g8 negres cavall · h8 negres torre · a7 negres peó · b7 negres peó · c7 negres peó · d7 negres peó · f7 negres peó · g7 negres peó · h7 negres peó · c4 blanques alfil · e4 blanques peó · a2 blanques peó · b2 blanques alfil · f2 blanques peó · g2 blanques peó · h2 blanques peó · a1 blanques torre · b1 blanques cavall · d1 blanques dama · e1 blanques rei · g1 blanques cavall · h1 blanques torre | a8 negres torre · b8 negres cavall · c8 negres alfil · d8 negres dama · e8 negres rei · f8 negres alfil · g8 negres cavall · h8 negres torre · a7 negres peó · b7 negres peó · c7 negres peó · d7 negres peó · f7 negres peó · g7 negres peó · h7 negres peó · c4 blanques alfil · e4 blanques peó · a2 blanques peó · b2 blanques alfil · f2 blanques peó · g2 blanques peó · h2 blanques peó · a1 blanques torre · b1 blanques cavall · d1 blanques dama · e1 blanques rei · g1 blanques cavall · h1 blanques torre | a8 negres torre · b8 negres cavall · c8 negres alfil · d8 negres dama · e8 negres rei · f8 negres alfil · g8 negres cavall · h8 negres torre · a7 negres peó · b7 negres peó · c7 negres peó · d7 negres peó · f7 negres peó · g7 negres peó · h7 negres peó · c4 blanques alfil · e4 blanques peó · a2 blanques peó · b2 blanques alfil · f2 blanques peó · g2 blanques peó · h2 blanques peó · a1 blanques torre · b1 blanques cavall · d1 blanques dama · e1 blanques rei · g1 blanques cavall · h1 blanques torre | 4 |
| 3 | a8 negres torre · b8 negres cavall · c8 negres alfil · d8 negres dama · e8 negres rei · f8 negres alfil · g8 negres cavall · h8 negres torre · a7 negres peó · b7 negres peó · c7 negres peó · d7 negres peó · f7 negres peó · g7 negres peó · h7 negres peó · c4 blanques alfil · e4 blanques peó · a2 blanques peó · b2 blanques alfil · f2 blanques peó · g2 blanques peó · h2 blanques peó · a1 blanques torre · b1 blanques cavall · d1 blanques dama · e1 blanques rei · g1 blanques cavall · h1 blanques torre | a8 negres torre · b8 negres cavall · c8 negres alfil · d8 negres dama · e8 negres rei · f8 negres alfil · g8 negres cavall · h8 negres torre · a7 negres peó · b7 negres peó · c7 negres peó · d7 negres peó · f7 negres peó · g7 negres peó · h7 negres peó · c4 blanques alfil · e4 blanques peó · a2 blanques peó · b2 blanques alfil · f2 blanques peó · g2 blanques peó · h2 blanques peó · a1 blanques torre · b1 blanques cavall · d1 blanques dama · e1 blanques rei · g1 blanques cavall · h1 blanques torre | a8 negres torre · b8 negres cavall · c8 negres alfil · d8 negres dama · e8 negres rei · f8 negres alfil · g8 negres cavall · h8 negres torre · a7 negres peó · b7 negres peó · c7 negres peó · d7 negres peó · f7 negres peó · g7 negres peó · h7 negres peó · c4 blanques alfil · e4 blanques peó · a2 blanques peó · b2 blanques alfil · f2 blanques peó · g2 blanques peó · h2 blanques peó · a1 blanques torre · b1 blanques cavall · d1 blanques dama · e1 blanques rei · g1 blanques cavall · h1 blanques torre | a8 negres torre · b8 negres cavall · c8 negres alfil · d8 negres dama · e8 negres rei · f8 negres alfil · g8 negres cavall · h8 negres torre · a7 negres peó · b7 negres peó · c7 negres peó · d7 negres peó · f7 negres peó · g7 negres peó · h7 negres peó · c4 blanques alfil · e4 blanques peó · a2 blanques peó · b2 blanques alfil · f2 blanques peó · g2 blanques peó · h2 blanques peó · a1 blanques torre · b1 blanques cavall · d1 blanques dama · e1 blanques rei · g1 blanques cavall · h1 blanques torre | a8 negres torre · b8 negres cavall · c8 negres alfil · d8 negres dama · e8 negres rei · f8 negres alfil · g8 negres cavall · h8 negres torre · a7 negres peó · b7 negres peó · c7 negres peó · d7 negres peó · f7 negres peó · g7 negres peó · h7 negres peó · c4 blanques alfil · e4 blanques peó · a2 blanques peó · b2 blanques alfil · f2 blanques peó · g2 blanques peó · h2 blanques peó · a1 blanques torre · b1 blanques cavall · d1 blanques dama · e1 blanques rei · g1 blanques cavall · h1 blanques torre | a8 negres torre · b8 negres cavall · c8 negres alfil · d8 negres dama · e8 negres rei · f8 negres alfil · g8 negres cavall · h8 negres torre · a7 negres peó · b7 negres peó · c7 negres peó · d7 negres peó · f7 negres peó · g7 negres peó · h7 negres peó · c4 blanques alfil · e4 blanques peó · a2 blanques peó · b2 blanques alfil · f2 blanques peó · g2 blanques peó · h2 blanques peó · a1 blanques torre · b1 blanques cavall · d1 blanques dama · e1 blanques rei · g1 blanques cavall · h1 blanques torre | a8 negres torre · b8 negres cavall · c8 negres alfil · d8 negres dama · e8 negres rei · f8 negres alfil · g8 negres cavall · h8 negres torre · a7 negres peó · b7 negres peó · c7 negres peó · d7 negres peó · f7 negres peó · g7 negres peó · h7 negres peó · c4 blanques alfil · e4 blanques peó · a2 blanques peó · b2 blanques alfil · f2 blanques peó · g2 blanques peó · h2 blanques peó · a1 blanques torre · b1 blanques cavall · d1 blanques dama · e1 blanques rei · g1 blanques cavall · h1 blanques torre | a8 negres torre · b8 negres cavall · c8 negres alfil · d8 negres dama · e8 negres rei · f8 negres alfil · g8 negres cavall · h8 negres torre · a7 negres peó · b7 negres peó · c7 negres peó · d7 negres peó · f7 negres peó · g7 negres peó · h7 negres peó · c4 blanques alfil · e4 blanques peó · a2 blanques peó · b2 blanques alfil · f2 blanques peó · g2 blanques peó · h2 blanques peó · a1 blanques torre · b1 blanques cavall · d1 blanques dama · e1 blanques rei · g1 blanques cavall · h1 blanques torre | 3 |
| 2 | a8 negres torre · b8 negres cavall · c8 negres alfil · d8 negres dama · e8 negres rei · f8 negres alfil · g8 negres cavall · h8 negres torre · a7 negres peó · b7 negres peó · c7 negres peó · d7 negres peó · f7 negres peó · g7 negres peó · h7 negres peó · c4 blanques alfil · e4 blanques peó · a2 blanques peó · b2 blanques alfil · f2 blanques peó · g2 blanques peó · h2 blanques peó · a1 blanques torre · b1 blanques cavall · d1 blanques dama · e1 blanques rei · g1 blanques cavall · h1 blanques torre | a8 negres torre · b8 negres cavall · c8 negres alfil · d8 negres dama · e8 negres rei · f8 negres alfil · g8 negres cavall · h8 negres torre · a7 negres peó · b7 negres peó · c7 negres peó · d7 negres peó · f7 negres peó · g7 negres peó · h7 negres peó · c4 blanques alfil · e4 blanques peó · a2 blanques peó · b2 blanques alfil · f2 blanques peó · g2 blanques peó · h2 blanques peó · a1 blanques torre · b1 blanques cavall · d1 blanques dama · e1 blanques rei · g1 blanques cavall · h1 blanques torre | a8 negres torre · b8 negres cavall · c8 negres alfil · d8 negres dama · e8 negres rei · f8 negres alfil · g8 negres cavall · h8 negres torre · a7 negres peó · b7 negres peó · c7 negres peó · d7 negres peó · f7 negres peó · g7 negres peó · h7 negres peó · c4 blanques alfil · e4 blanques peó · a2 blanques peó · b2 blanques alfil · f2 blanques peó · g2 blanques peó · h2 blanques peó · a1 blanques torre · b1 blanques cavall · d1 blanques dama · e1 blanques rei · g1 blanques cavall · h1 blanques torre | a8 negres torre · b8 negres cavall · c8 negres alfil · d8 negres dama · e8 negres rei · f8 negres alfil · g8 negres cavall · h8 negres torre · a7 negres peó · b7 negres peó · c7 negres peó · d7 negres peó · f7 negres peó · g7 negres peó · h7 negres peó · c4 blanques alfil · e4 blanques peó · a2 blanques peó · b2 blanques alfil · f2 blanques peó · g2 blanques peó · h2 blanques peó · a1 blanques torre · b1 blanques cavall · d1 blanques dama · e1 blanques rei · g1 blanques cavall · h1 blanques torre | a8 negres torre · b8 negres cavall · c8 negres alfil · d8 negres dama · e8 negres rei · f8 negres alfil · g8 negres cavall · h8 negres torre · a7 negres peó · b7 negres peó · c7 negres peó · d7 negres peó · f7 negres peó · g7 negres peó · h7 negres peó · c4 blanques alfil · e4 blanques peó · a2 blanques peó · b2 blanques alfil · f2 blanques peó · g2 blanques peó · h2 blanques peó · a1 blanques torre · b1 blanques cavall · d1 blanques dama · e1 blanques rei · g1 blanques cavall · h1 blanques torre | a8 negres torre · b8 negres cavall · c8 negres alfil · d8 negres dama · e8 negres rei · f8 negres alfil · g8 negres cavall · h8 negres torre · a7 negres peó · b7 negres peó · c7 negres peó · d7 negres peó · f7 negres peó · g7 negres peó · h7 negres peó · c4 blanques alfil · e4 blanques peó · a2 blanques peó · b2 blanques alfil · f2 blanques peó · g2 blanques peó · h2 blanques peó · a1 blanques torre · b1 blanques cavall · d1 blanques dama · e1 blanques rei · g1 blanques cavall · h1 blanques torre | a8 negres torre · b8 negres cavall · c8 negres alfil · d8 negres dama · e8 negres rei · f8 negres alfil · g8 negres cavall · h8 negres torre · a7 negres peó · b7 negres peó · c7 negres peó · d7 negres peó · f7 negres peó · g7 negres peó · h7 negres peó · c4 blanques alfil · e4 blanques peó · a2 blanques peó · b2 blanques alfil · f2 blanques peó · g2 blanques peó · h2 blanques peó · a1 blanques torre · b1 blanques cavall · d1 blanques dama · e1 blanques rei · g1 blanques cavall · h1 blanques torre | a8 negres torre · b8 negres cavall · c8 negres alfil · d8 negres dama · e8 negres rei · f8 negres alfil · g8 negres cavall · h8 negres torre · a7 negres peó · b7 negres peó · c7 negres peó · d7 negres peó · f7 negres peó · g7 negres peó · h7 negres peó · c4 blanques alfil · e4 blanques peó · a2 blanques peó · b2 blanques alfil · f2 blanques peó · g2 blanques peó · h2 blanques peó · a1 blanques torre · b1 blanques cavall · d1 blanques dama · e1 blanques rei · g1 blanques cavall · h1 blanques torre | 2 |
| 1 | a8 negres torre · b8 negres cavall · c8 negres alfil · d8 negres dama · e8 negres rei · f8 negres alfil · g8 negres cavall · h8 negres torre · a7 negres peó · b7 negres peó · c7 negres peó · d7 negres peó · f7 negres peó · g7 negres peó · h7 negres peó · c4 blanques alfil · e4 blanques peó · a2 blanques peó · b2 blanques alfil · f2 blanques peó · g2 blanques peó · h2 blanques peó · a1 blanques torre · b1 blanques cavall · d1 blanques dama · e1 blanques rei · g1 blanques cavall · h1 blanques torre | a8 negres torre · b8 negres cavall · c8 negres alfil · d8 negres dama · e8 negres rei · f8 negres alfil · g8 negres cavall · h8 negres torre · a7 negres peó · b7 negres peó · c7 negres peó · d7 negres peó · f7 negres peó · g7 negres peó · h7 negres peó · c4 blanques alfil · e4 blanques peó · a2 blanques peó · b2 blanques alfil · f2 blanques peó · g2 blanques peó · h2 blanques peó · a1 blanques torre · b1 blanques cavall · d1 blanques dama · e1 blanques rei · g1 blanques cavall · h1 blanques torre | a8 negres torre · b8 negres cavall · c8 negres alfil · d8 negres dama · e8 negres rei · f8 negres alfil · g8 negres cavall · h8 negres torre · a7 negres peó · b7 negres peó · c7 negres peó · d7 negres peó · f7 negres peó · g7 negres peó · h7 negres peó · c4 blanques alfil · e4 blanques peó · a2 blanques peó · b2 blanques alfil · f2 blanques peó · g2 blanques peó · h2 blanques peó · a1 blanques torre · b1 blanques cavall · d1 blanques dama · e1 blanques rei · g1 blanques cavall · h1 blanques torre | a8 negres torre · b8 negres cavall · c8 negres alfil · d8 negres dama · e8 negres rei · f8 negres alfil · g8 negres cavall · h8 negres torre · a7 negres peó · b7 negres peó · c7 negres peó · d7 negres peó · f7 negres peó · g7 negres peó · h7 negres peó · c4 blanques alfil · e4 blanques peó · a2 blanques peó · b2 blanques alfil · f2 blanques peó · g2 blanques peó · h2 blanques peó · a1 blanques torre · b1 blanques cavall · d1 blanques dama · e1 blanques rei · g1 blanques cavall · h1 blanques torre | a8 negres torre · b8 negres cavall · c8 negres alfil · d8 negres dama · e8 negres rei · f8 negres alfil · g8 negres cavall · h8 negres torre · a7 negres peó · b7 negres peó · c7 negres peó · d7 negres peó · f7 negres peó · g7 negres peó · h7 negres peó · c4 blanques alfil · e4 blanques peó · a2 blanques peó · b2 blanques alfil · f2 blanques peó · g2 blanques peó · h2 blanques peó · a1 blanques torre · b1 blanques cavall · d1 blanques dama · e1 blanques rei · g1 blanques cavall · h1 blanques torre | a8 negres torre · b8 negres cavall · c8 negres alfil · d8 negres dama · e8 negres rei · f8 negres alfil · g8 negres cavall · h8 negres torre · a7 negres peó · b7 negres peó · c7 negres peó · d7 negres peó · f7 negres peó · g7 negres peó · h7 negres peó · c4 blanques alfil · e4 blanques peó · a2 blanques peó · b2 blanques alfil · f2 blanques peó · g2 blanques peó · h2 blanques peó · a1 blanques torre · b1 blanques cavall · d1 blanques dama · e1 blanques rei · g1 blanques cavall · h1 blanques torre | a8 negres torre · b8 negres cavall · c8 negres alfil · d8 negres dama · e8 negres rei · f8 negres alfil · g8 negres cavall · h8 negres torre · a7 negres peó · b7 negres peó · c7 negres peó · d7 negres peó · f7 negres peó · g7 negres peó · h7 negres peó · c4 blanques alfil · e4 blanques peó · a2 blanques peó · b2 blanques alfil · f2 blanques peó · g2 blanques peó · h2 blanques peó · a1 blanques torre · b1 blanques cavall · d1 blanques dama · e1 blanques rei · g1 blanques cavall · h1 blanques torre | a8 negres torre · b8 negres cavall · c8 negres alfil · d8 negres dama · e8 negres rei · f8 negres alfil · g8 negres cavall · h8 negres torre · a7 negres peó · b7 negres peó · c7 negres peó · d7 negres peó · f7 negres peó · g7 negres peó · h7 negres peó · c4 blanques alfil · e4 blanques peó · a2 blanques peó · b2 blanques alfil · f2 blanques peó · g2 blanques peó · h2 blanques peó · a1 blanques torre · b1 blanques cavall · d1 blanques dama · e1 blanques rei · g1 blanques cavall · h1 blanques torre | 1 |
|   | a | b | c | d | e | f | g | h |   |

- 4...d6 5.Cxc3 (també gambit Göring Gambit, per transposició)
- 4...cxb2 5.Axb2 (gambit danès acceptat, vegeu el diagrama)
  - 5...Ab4+ 6.Rf1 o 6.Cc3
  - 5...d6 6.Db3
  - 5...d5 (defensa Schlechter)

Les blanques poden oferir un segon peó amb 4.Ac4, el qual pot ser declinat amb seguretat tot transposant al gambit Göring.
L'acceptació del peó permet que els alfils blancs cobreixin el flanc de rei rival després de 4...cxb2 5.Axb2. Les blanques normalment seguiran amb Db3 si fos possible, pressinant les caselles b7 i f7 de les negres. En combinació amb la pressió blanca a g7 per la gran diagonal, això fa que sigui difícil per les negres de desenvolupar els seus alfils.
Schlechter recomanava una de les defenses més fiables per les negres: tot retornant un dels peons amb 5...d5 el negre guanya temps per completar el desenvolupament. Després de 6.Axd5 Cf6 (Ab4+ també és possible) 7.Axf7+ Rxf7 8.Dxd8 Ab4+ 9.Dd2 Axd2+ 10.Cxd2 c5, les negres recuperen la dama. La majoria de teòrics avaluen aquesta posició com a igualtat, però alguns creuen que la majoria de peons del flanc de dama dona a les negres avantatge al final. La popularitat del gambit danès va caure en picat després que s'introduís la defensa Schlechter i que les posicions que en resultaven no fossin les que les blanques esperen, en general, d'una obertura de gambit. Hi ha hagut intents, especialment del jugador alemany per correspondència Ingo Firnhaber per reviure el gambit amb 7.Cc3, però segons Karsten Müller i Martin Voigt a Danish Dynamite, la línia no dona suficient compensació després de 7...Cxd5 8.Cxd5 Cbd7 (8...c6?? 9.Cf6+) 9.Cf3 c6, ja que el sacrifici de peça 10.0-0 és dubtós a causa de 10...cxd5 11.exd5 Ae7!. Si en lloc d'això les blanques fan 6.exd5, el seu alfil de caselles blanques queda bloquejat, i després de 6...Cf6 7.Cc3 Ad6 les negres poden completar el seu desenvolupament de manera relativament senzilla.
El gran avantatge de l'ordre de moviments de Göring (Cf3 en primer lloc, abans de c3) és evitar la defensa Schlechter, ja que després de 1.e4 e5 2.Cf3 Cc6 3.d4 exd4 4.c3 dxc3 5.Ac4 cxb2 6.Axb2 les negres no poden jugar amb seguretat 6...d5 amb el cavall de dama ja compromès a c6. El gran avantatge de 2.d4 exd4 3.c3 és l'opció d'enfrontar-se a 3...d5 amb 4.exd5 Dxd5 5.cxd4 Cc6 6.Ae3 en comptes de 6.Cf3 transposant al gambit Göring refusat (la principal objecció seria la variant Capablanca, 6.Cf3 Ag4 7.Ae2 Ab4+ 8.Cc3 Axf3 9.Axf3 Dc4, quan les blanques han de canviar dames o perdre el dret a l'enroc. També té l'avantatge d'evitar altres opcions de les negres després de 2.Cf3.